# 마장조
마장조(-長調)는 마(E) 음을 으뜸음으로 하는 장음계다. 으뜸음 코드는 E(미 솔♯ 시).